# Вазов (нос)
Вижте пояснителната страница за други значения на Вазов.
Носът Вазов (на английски: Vazov Point) е заоблен морски нос от североизточната страна на входа в залива Бруноу на югоизточния бряг на остров Ливингстън. Разположен на протока Брансфийлд 2,35 km североизточно от нос Самуил и 3,38 km западно от нос Айтос.
Наименуван е на класика на българската литература Иван Вазов (1850 – 1921), и във връзка със селищата Иван Вазово в Южна и Вазово в Североизточна България. Името е официално дадено на 17 февруари 2004 г.
Българско топографско проучване: Тангра 2004/05. Британско картографиране от 1968 г., чилийско от 1971 г., аржентинско от 1980 г., българско от 2005 г. и от 2009 г.

## Карти
- L.L. Ivanov et al, Antarctica: Livingston Island, South Shetland Islands (from English Strait to Morton Strait, with illustrations and ice-cover distribution), 1:100000 scale topographic map, Antarctic Place-names Commission of Bulgaria, Sofia, 2005
- Л. Иванов. Антарктика: Остров Ливингстън и острови Гринуич, Робърт, Сноу и Смит. Топографска карта в мащаб 1:120000. Троян: Фондация Манфред Вьорнер, 2009. ISBN 978-954-92032-4-0
- Л. Иванов. Карта на остров Ливингстън. В: Иванов, Л. и Н. Иванова. Антарктика: Природа, история, усвояване, географски имена и българско участие. София: Фондация Манфред Вьорнер, 2014. с. 18 – 19. ISBN 978-619-90008-1-6